# Driftsneeuw

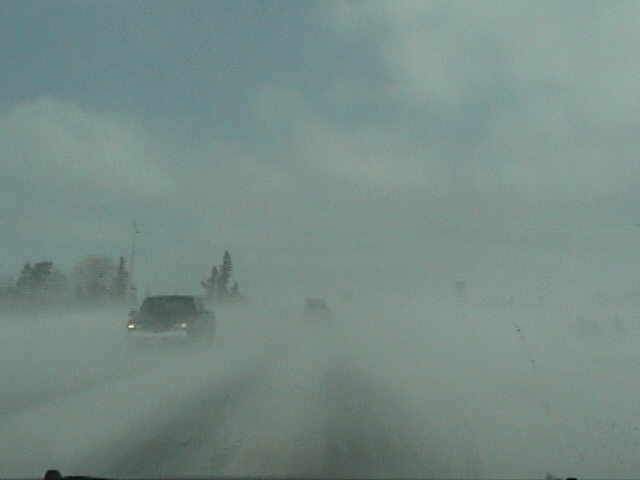
Driftsneeuw in Ontario, Canada

Driftsneeuw of stuifsneeuw, zoals dat in de meteorologie wordt genoemd, is fijne, reeds gevallen sneeuw die door de wind van de grond opwaait en elders weer wordt afgezet.
Sneeuw kan door de wind op drift raken en het hoeft dan dus niet echt te sneeuwen. Zodra er ook werkelijk sneeuw valt wordt dat in de meteorologische berichten gecodeerd als sneeuw. Daarbij kan het zicht aanzienlijk teruglopen, in de regel tot minder dan 1000 meter en soms tot minder dan 50 meter vergelijkbaar met zeer dichte mist.
Driftsneeuw kan ervoor zorgen dat schoongemaakte oppervlakten, zoals straten en ijsbanen, toch weer met een laagje sneeuw bedekt worden, wat vooral voor het schaatsen hinderlijk kan zijn. Op plaatsen waar het sneeuwtransport gehinderd wordt of waar luwte heerst, kunnen zich door dit verschijnsel grote hopen sneeuw vormen, die wel sneeuwduinen worden genoemd.
Weerkundigen maken onderscheid tussen hoge en lage driftsneeuw. Van lage driftsneeuw is sprake als de sneeuw door de wind tot geringe hoogte boven de grond wordt opgewerveld, waarbij het horizontale zicht op ooghoogte (1,8 meter) niet merkbaar vermindert. Hoge driftsneeuw is sneeuw die door de wind zo hoog wordt opgewerveld dat het horizontale zicht ook op ooghoogte aanmerkelijk verminderd is.